# Gary Schlosser
Gary Joseph Schlosser (* 1938 in Ohio; † 2018) war ein US-amerikanischer Filmproduzent und  Filmschaffender, der 1967 für einen Oscar nominiert war.

## Lebensnotizen
Der in Ohio geborene Schlosser wuchs in Pittsburgh in Pennsylvania auf. Er schloss die Syracuse University ab und heiratete 1965 Anne Griffin.
Schlosser war hauptsächlich in den späten 1960er- und frühen 1970er-Jahren im Filmgeschäft aktiv. Am ehesten bringt man ihn mit dem Dokumentar-Kurzfilm Cowboy aus dem Jahr 1966 in Verbindung, da er für und mit diesem Film gemeinsam mit Michael Ahnemann für einen Oscar nominiert war. Schlosser trat zudem als ausführender Produzent für die Dokumentarfilmreihe The Social Seminar des Cinéma vérité, produziert von der University of California in Los Angeles für das National Institute of Mental Health im Zeitraum 1970 bis 1972, in Erscheinung. Mit dem Kurzfilm Changing über eine Familie, die versucht mit dem Wandel der gesellschaftlichen Werte in den 1960er-Jahren zurechtzukommen, trat Schlosser 1971 noch einmal in Erscheinung. Der Film zeigt, wie ein Mann sein Leben neu bewertet, was in den Augen seiner Familie und seiner Kollegen dazu führt, ihn als Hippie abzustempeln. Obwohl sein Privatleben nun für ihn persönlich besser geworden ist, fühlt er sich zunehmend isoliert. Auch bei Changing handelt es sich um einen Film aus der Reihe The Social Seminar.

## Filmografie (Auswahl)
- 1966: Cowboy (Dokumentar-Kurzfilm; Produzent)
- 1968: Journey to the Pacific (Kurzfilm; Filmschnitt)
- 1969: Los Angeles: Where It’s At (Fernsehfilm; Regie)
- 1971: The Social Seminar (Produzent)
- 1971: Changing (Kurzfilm; Produzent)

## Auszeichnung
- Oscarverleihung 1967: Oscarnominierung für Michael Ahnemann und Gary Schlosser und den Dokumentar-Kurzfilm Cowboy in der Kategorie „Bester Dokumentar-Kurzfilm“